# Giudice ad litem
In diritto il termine giudice ad litem (dal latino ad litem che significa 'in vista del processo', da ad-'per'- e lis,litis-'lite/processo'-) indica il mandato speciale che permette ad una persona che non è giudice di rappresentare o di assistere una parte in giustizia che è un potere ad litem.